# Fosse no 4 des mines de Carvin
La fosse no 4 dite Louis Boudenoot de la Compagnie des mines de Carvin est un ancien charbonnage du Bassin minier du Nord-Pas-de-Calais, situé à Carvin. La fosse est commencée en 1902 à mi-distance des fosses nos 2 et 3. Elle entre en exploitation en 1907. Des corons sont bâtis à proximité de la fosse. Celle-ci est détruite durant la Première Guerre mondiale. Elle est remise en service quelques années après. Deux terrils nos 111 et 111A sont édifiés, le premier est conique, le second est plat.
La Compagnie des mines de Carvin est nationalisée en 1946, et intègre le Groupe d'Oignies. La fosse no 4 est renommée fosse no 14 du Groupe d'Oignies. La fosse cesse d'extraire le 31 mars 1953 après avoir produit 8 097 000 tonnes de houille. Le chevalement est modifié, puis la fosse est affectée à l'aérage de la fosse no 24 - 25 des mines de Courrières sise à Estevelles, et ce jusqu'en 1969, date à laquelle le puits no 4 est remblayé. Le chevalement est détruit deux ans plus tard. Les terrils sont intégralement exploités.
Le carreau de fosse est occupé par plusieurs entreprises. Le site est connu sous le nom de « zone industrielle de la fosse 14 ». Au début du XXIe siècle, Charbonnages de France matérialise la tête de puits no 4, et y installe un exutoire de grisou. Les corons ont pour la plupart été rénovées. Les terrils sont des espaces verts.

## La fosse

### Fonçage
Trente-cinq ans après le début des travaux à la fosse no 3, la Compagnie des mines de Carvin commence en 1902 les travaux de sa fosse no 4. Celle-ci est située à 2 118 mètres au sud-sud-ouest de la fosse no 1, 1 048 mètres au sud de la fosse no 2 et 1 054 mètres au sud-ouest de la fosse no 3.
La fosse est baptisée en l'honneur de Louis Boudenoot.

### Exploitation
La fosse commence à extraire en 1907. Elle est détruite durant la Première Guerre mondiale.
La Compagnie des mines de Carvin est nationalisée en 1946, et intègre le Groupe d'Oignies. Pour éviter toute confusion avec la fosse no 4 des mines d'Ostricourt sise également à Carvin, la fosse no 4 est renommée fosse no 14 du Groupe d'Oignies. L'extraction cesse le 31 mars 1953, la fosse a alors produit 8 097 000 tonnes de houille. La machine d'extraction à vapeur est démontée, et remplacée par une treuil électrique. Une poutre de roulement remplace le campanile du chevalement, et des molettes plus petites sont mises en place.
Elle est alors utilisée pour aérer la fosse no 24 - 25 des mines de Courrières sise à Estevelles à 1 697 mètres à l'ouest-sud-ouest. La fosse no 4 ferme en 1969, date à laquelle son puits profond de 528 mètres est remblayé. Le chevalement est détruit deux ans plus tard.

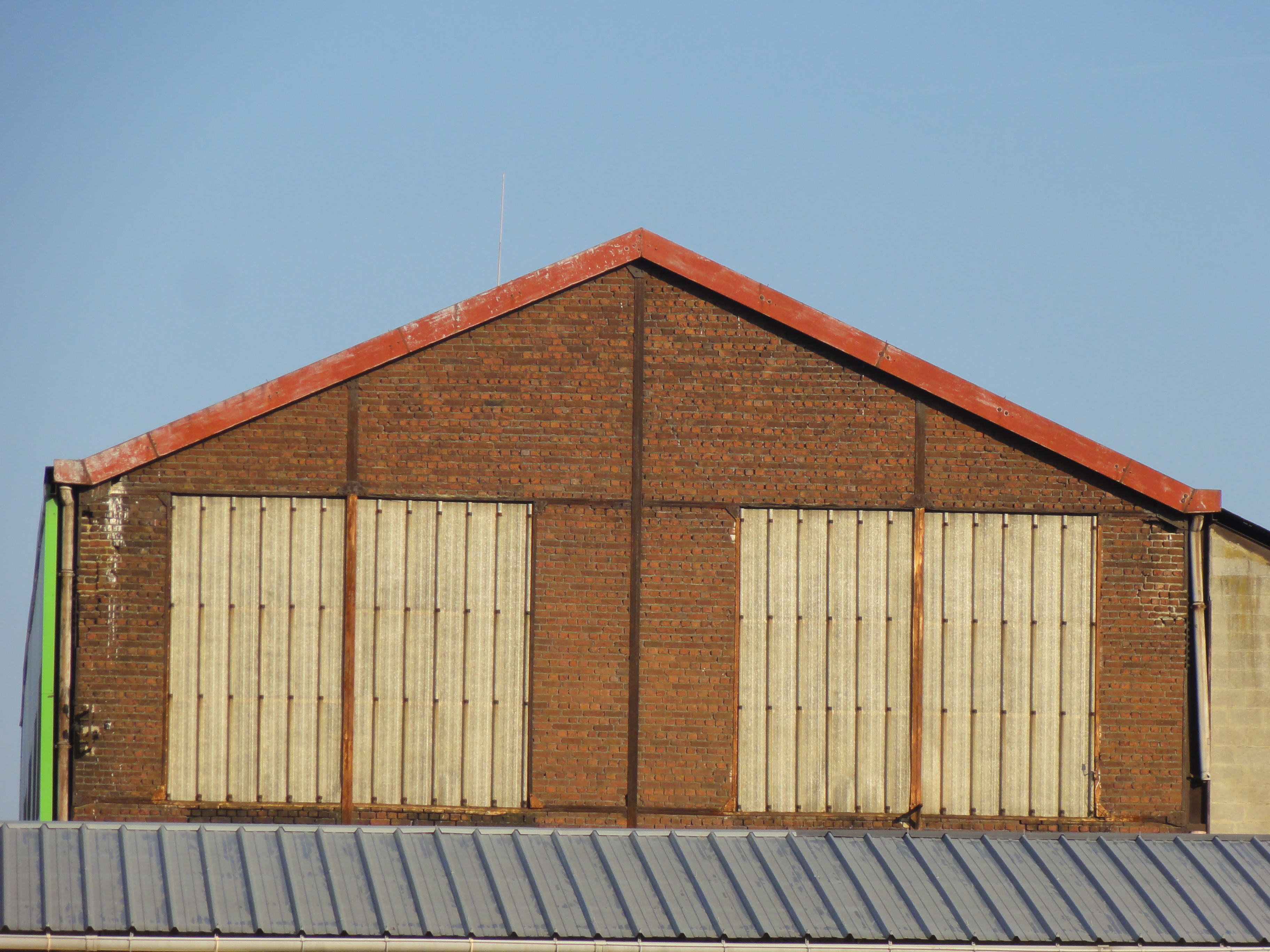
Un ancien bâtiment de la fosse.
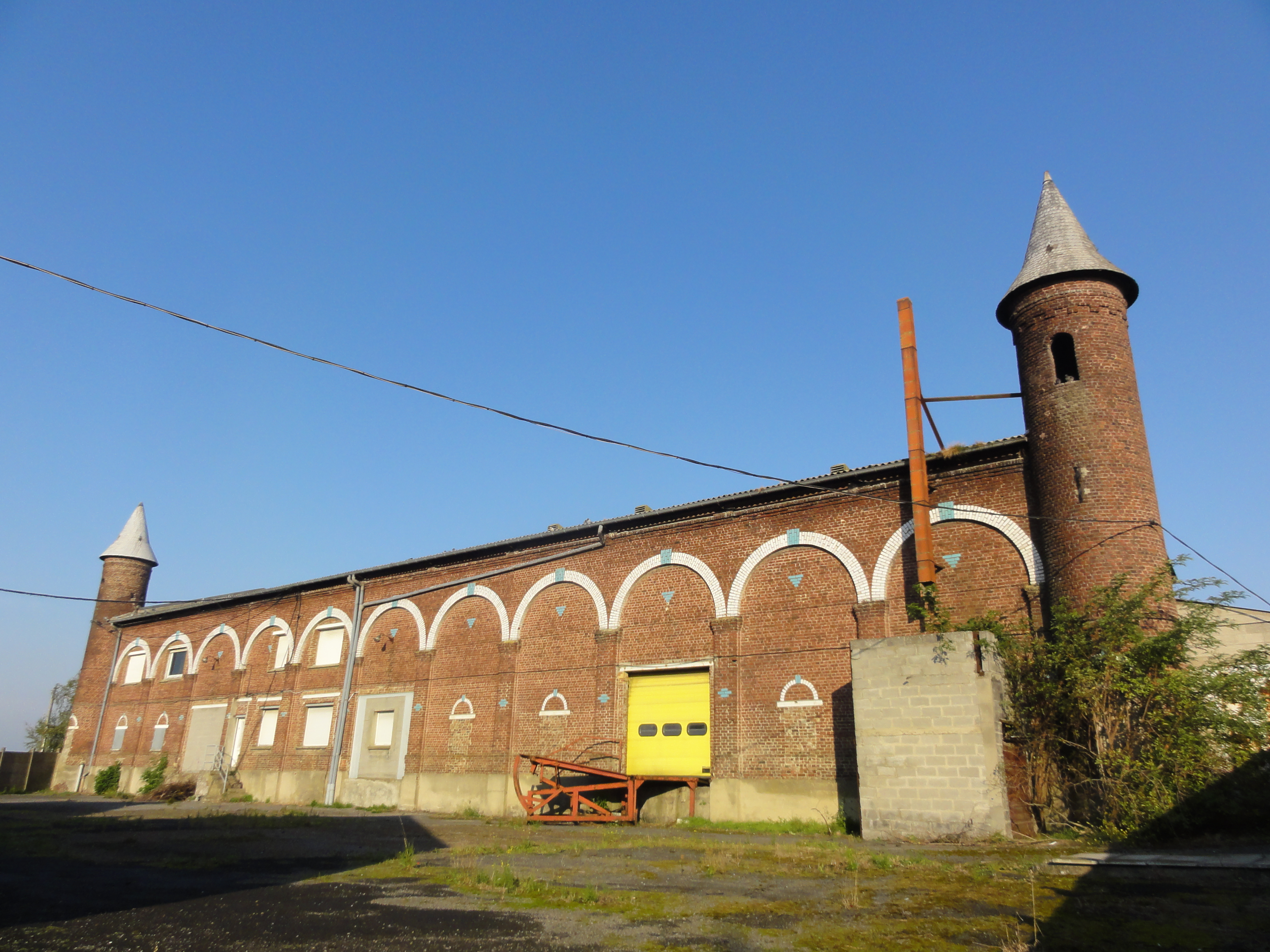
Les bains-douches.
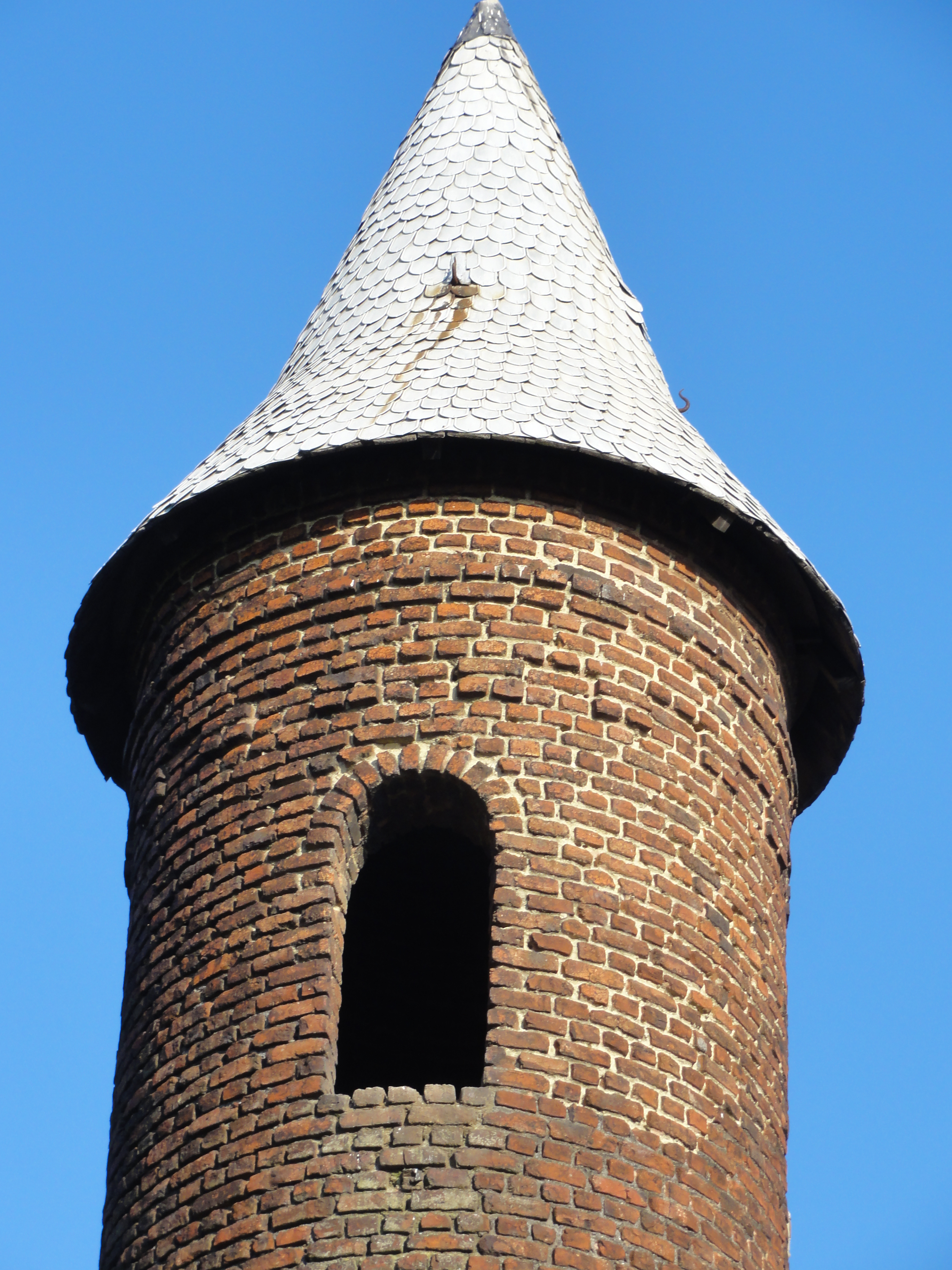
Détail d'une des trois tours.
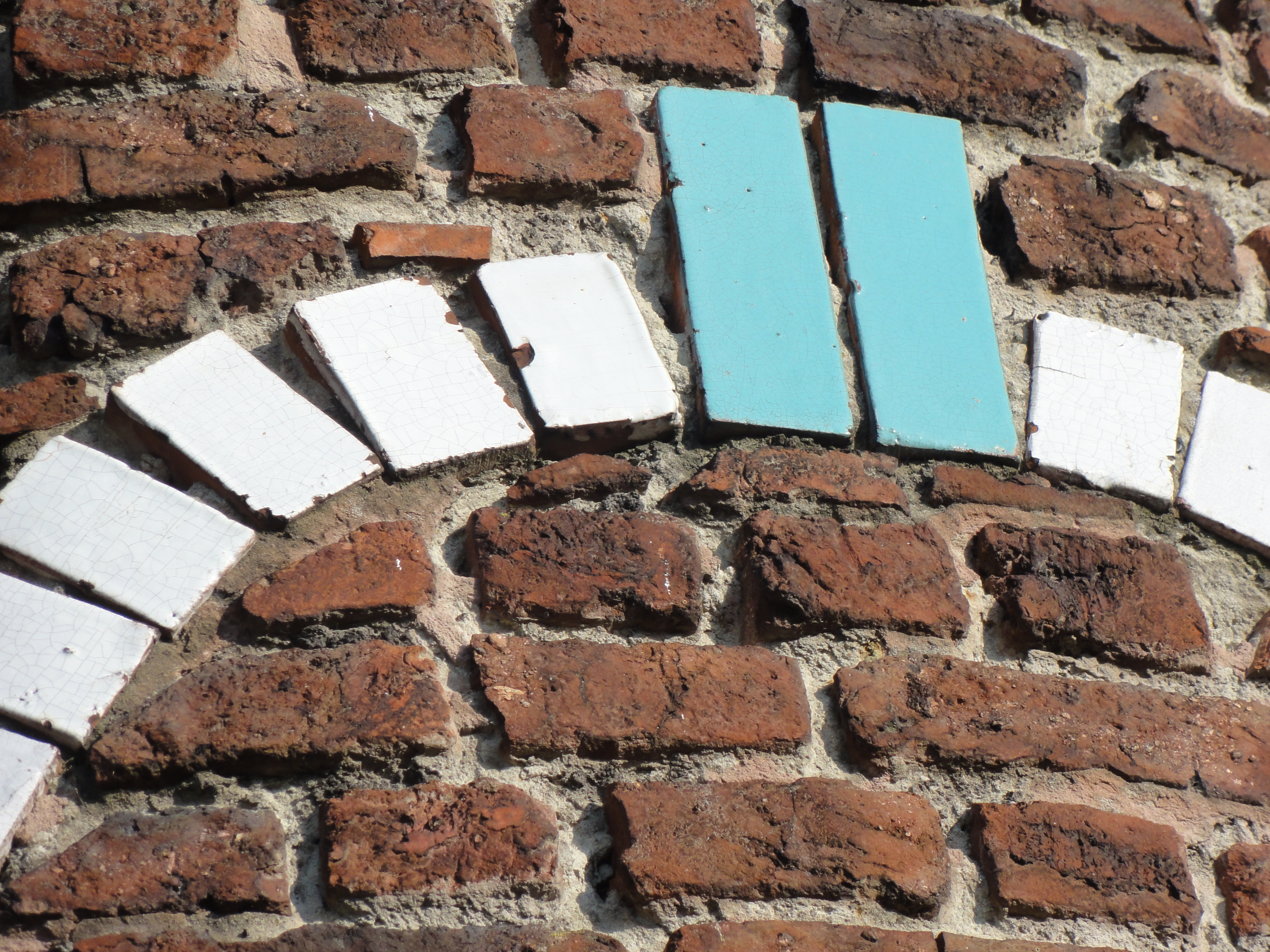
Détail d'un motif en briques vernies.
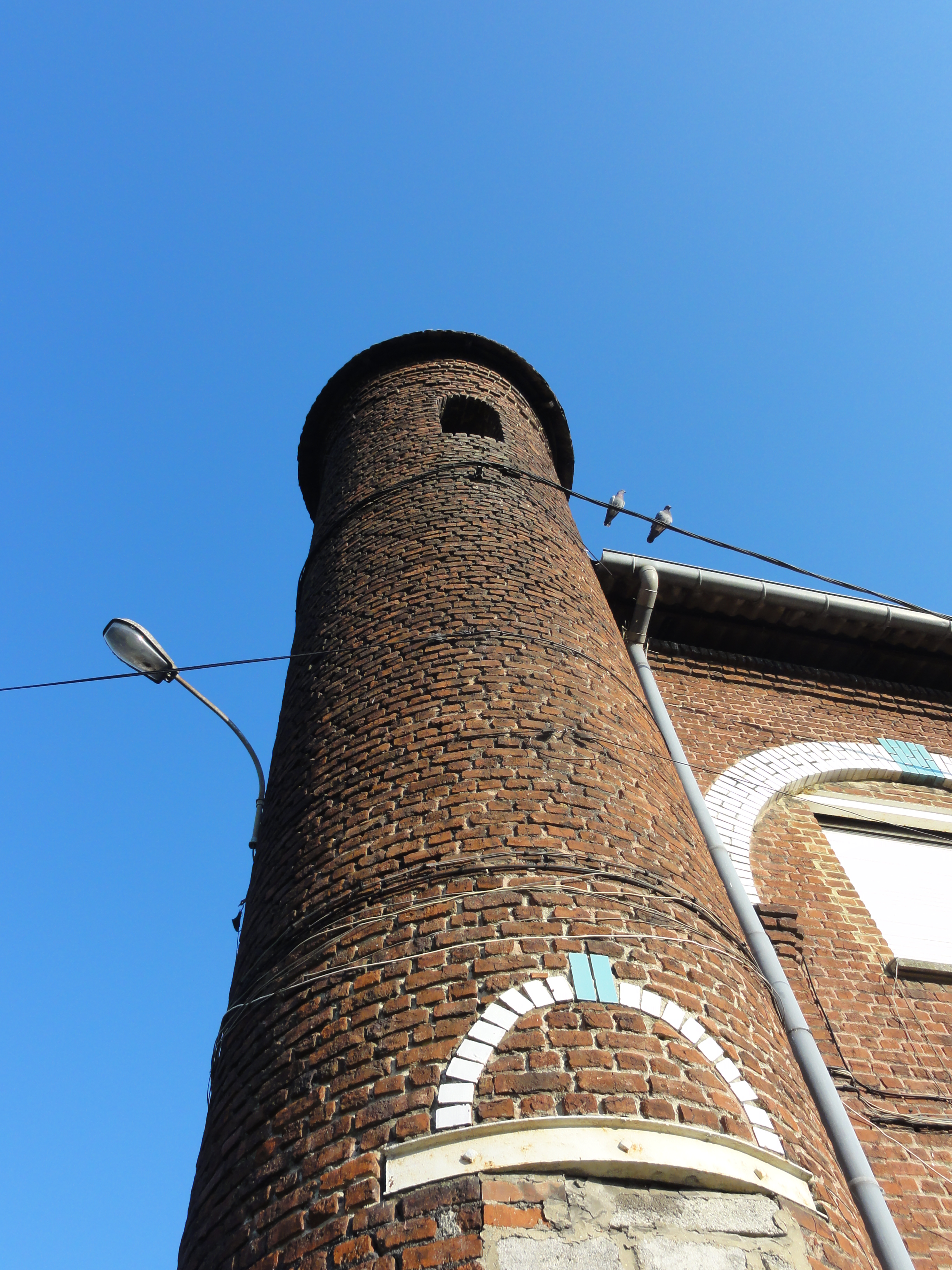
Vue en contre-plongée d'une tour.
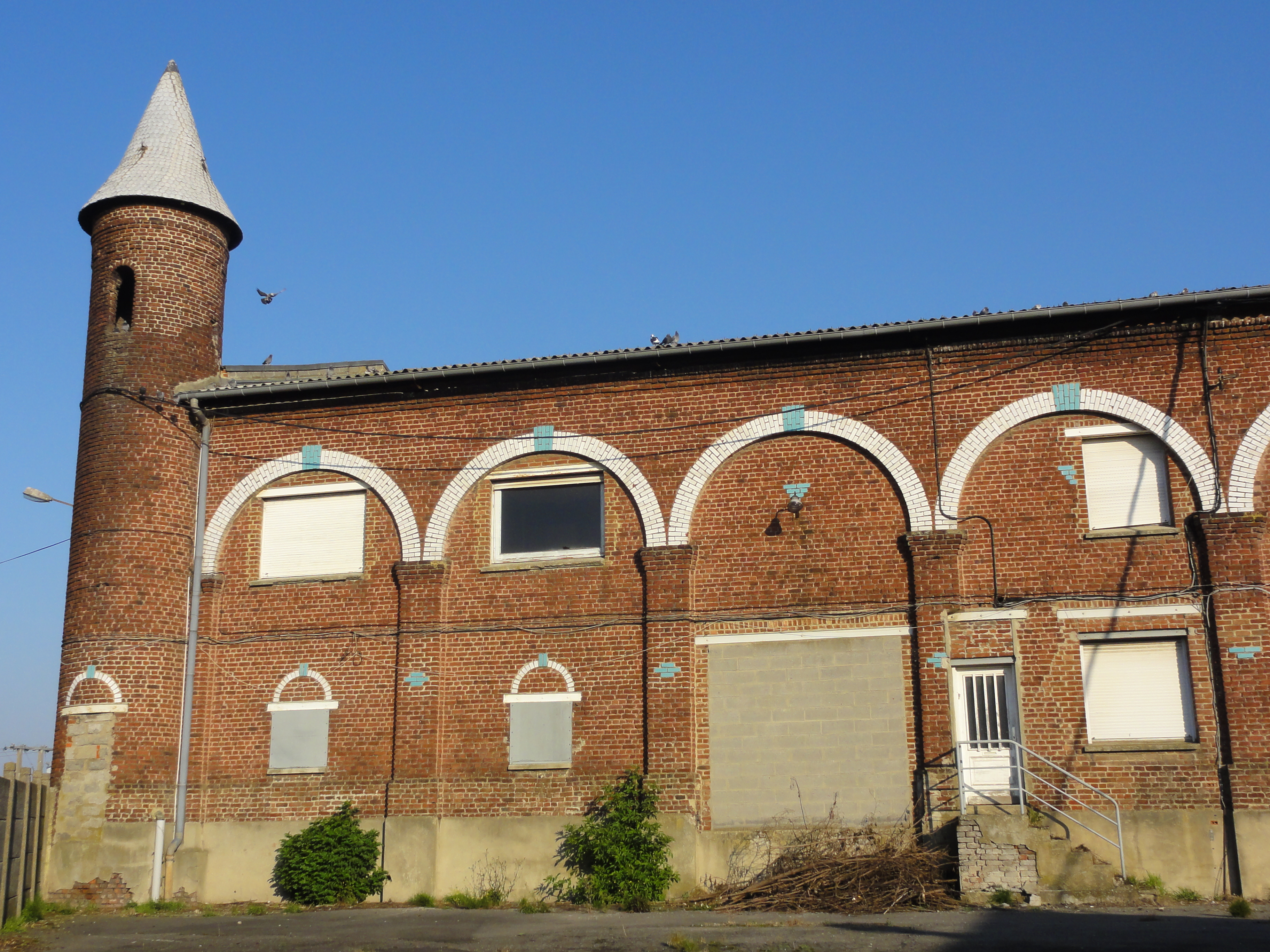
Un des angles du bâtiment.

### Reconversion
Au début du XXIe siècle, Charbonnages de France matérialise la tête de puits no 4, et y installe un exutoire de grisou. Le BRGM y effectue des inspections chaque année. Seuls trois bâtiments de la fosse existent encore, dont la salle des bains-douches dotée de trois tourelles, cette dernière ayant été inventoriée dans la base Mérimée.

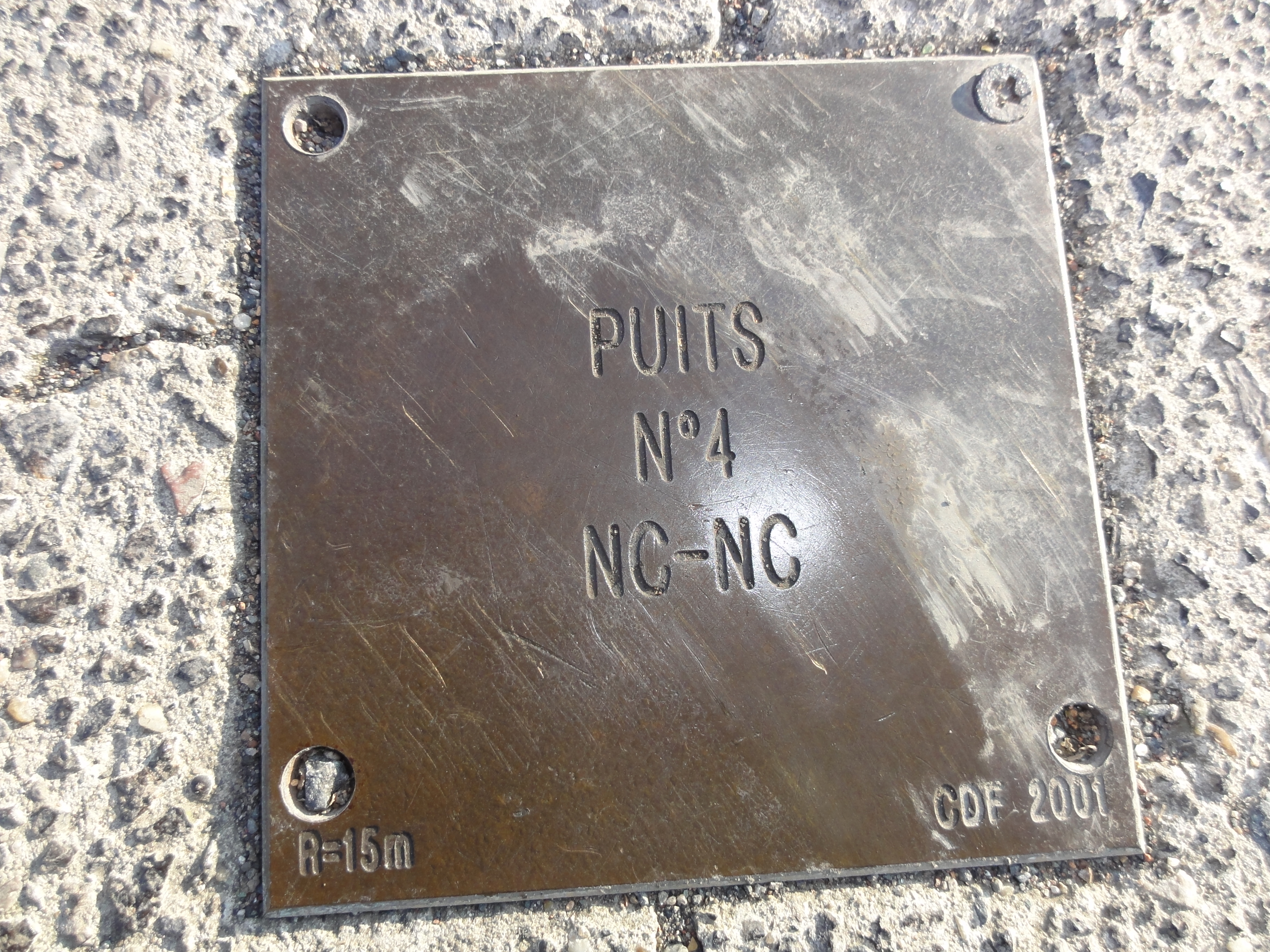
« Puits no 4, NC - NC ».
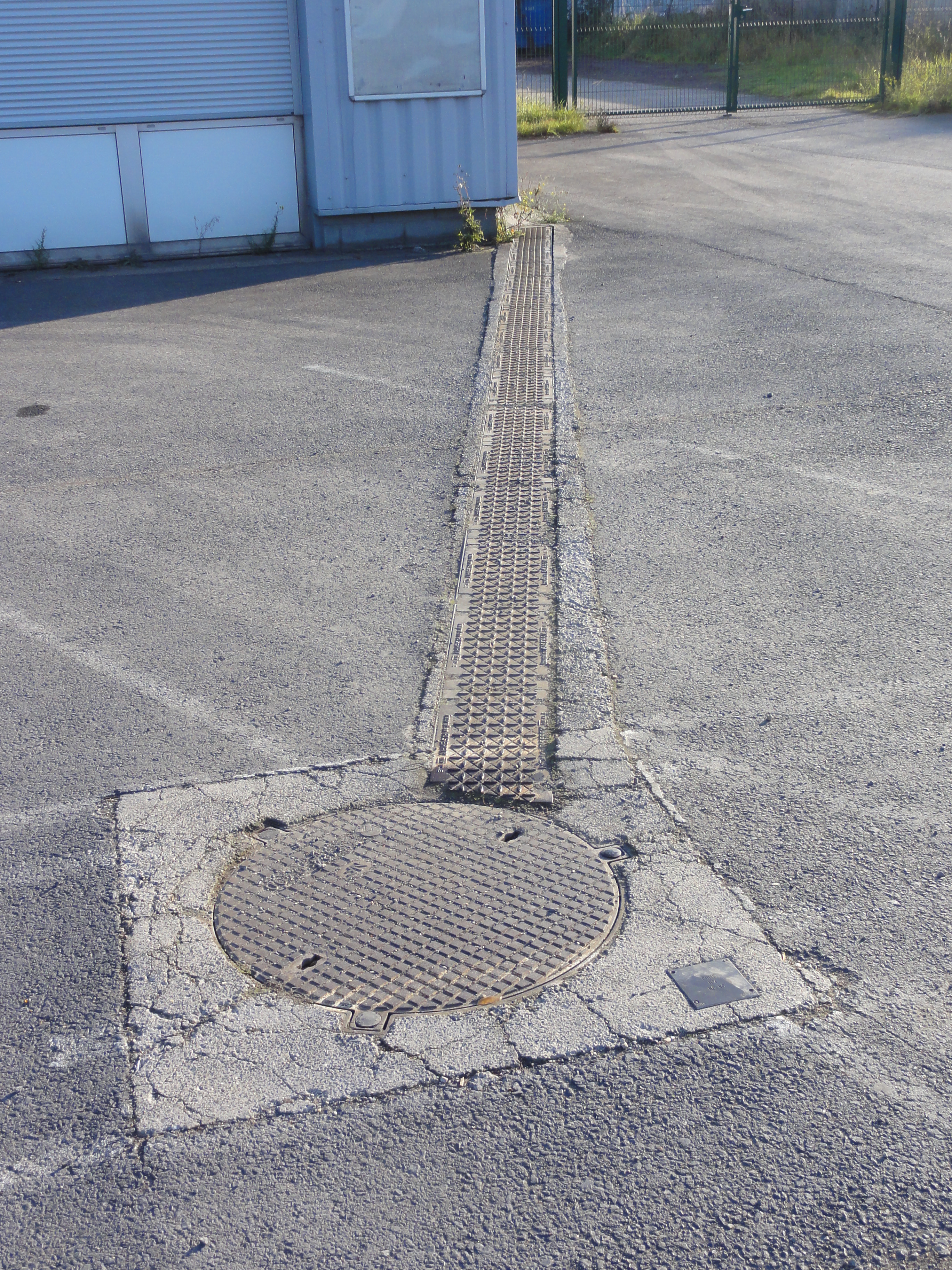
La tête de puits matérialisée no 4.
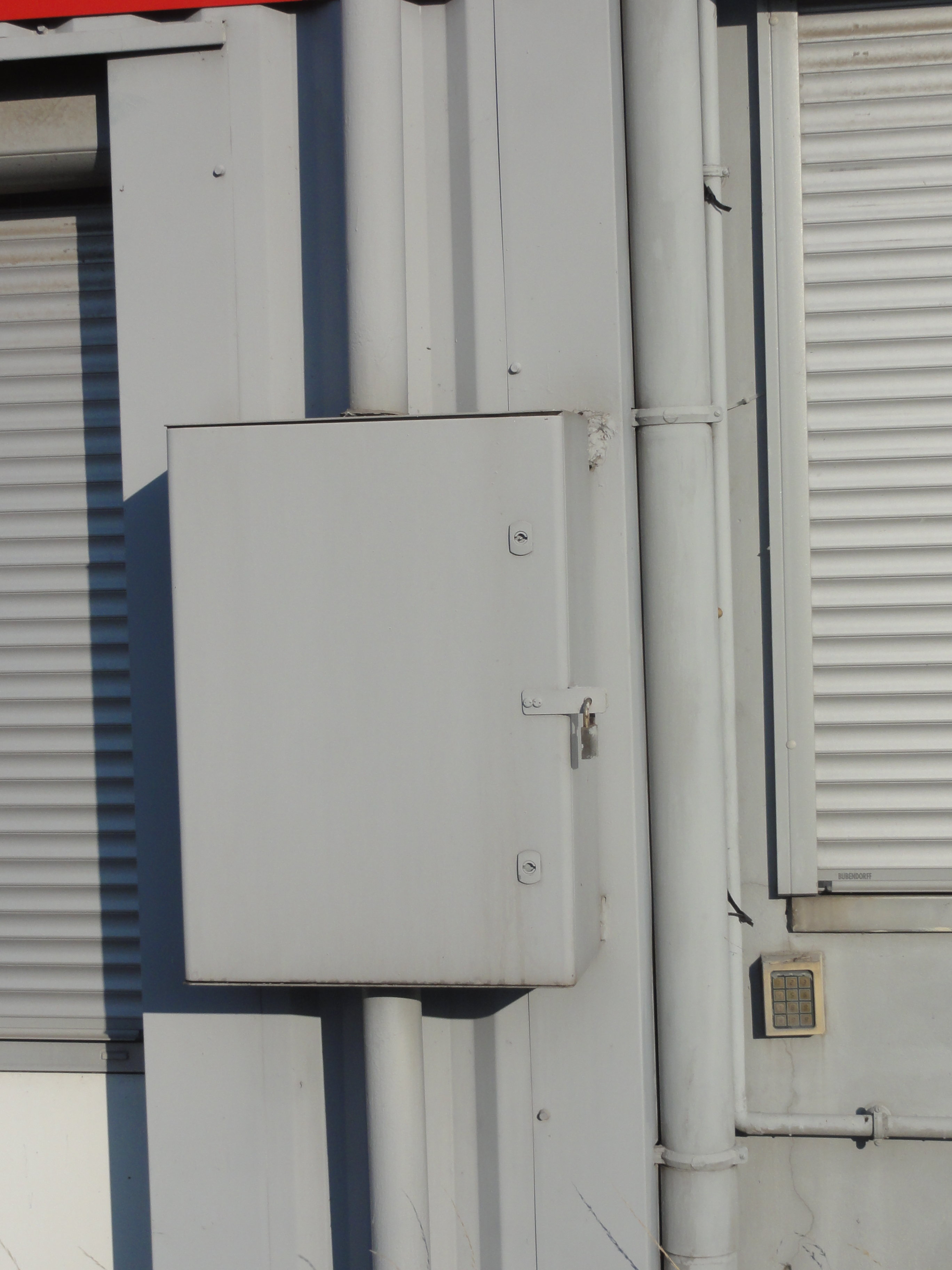
L'exutoire de grisou.
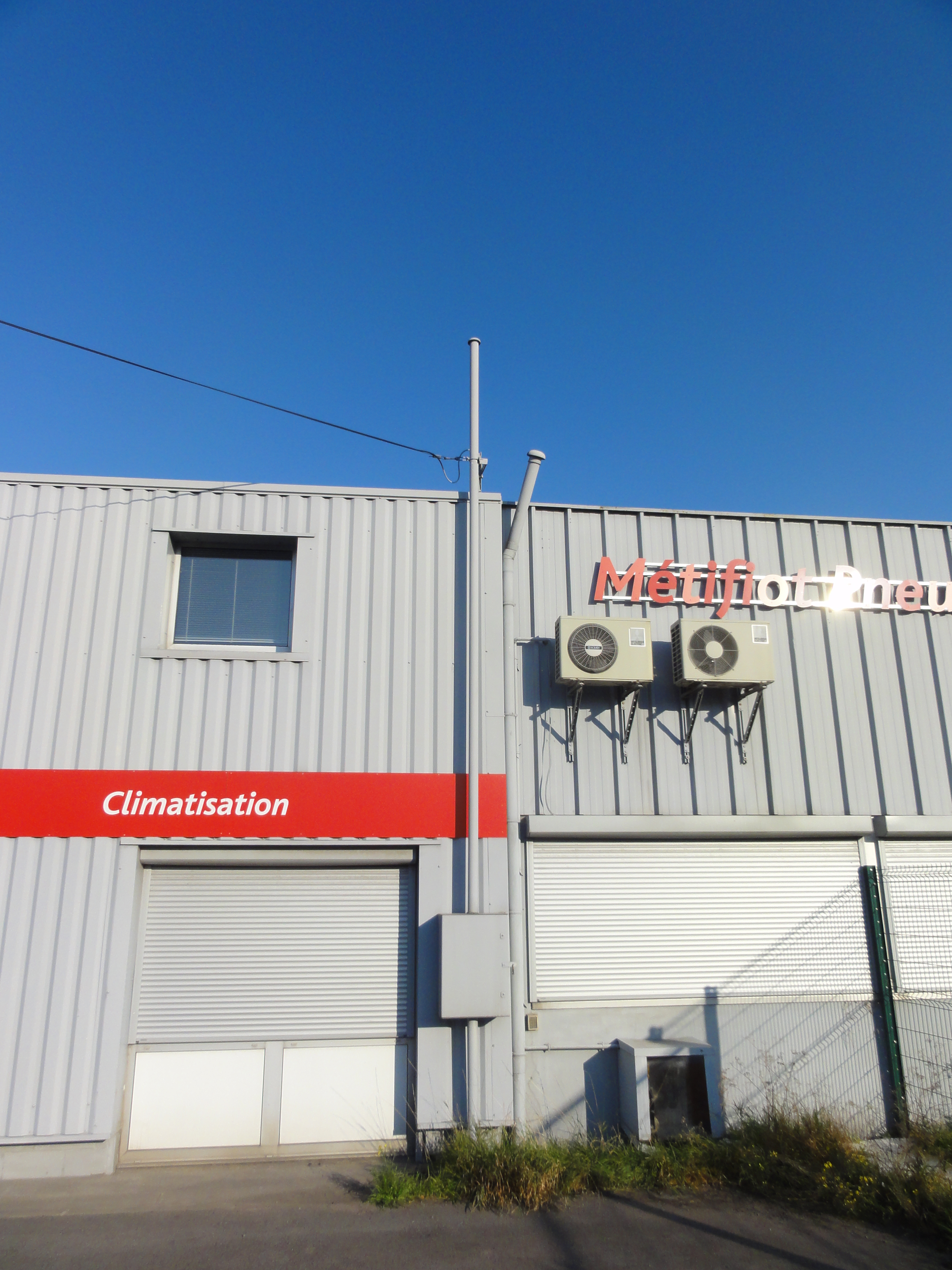
L'exutoire de grisou dans son environnement.
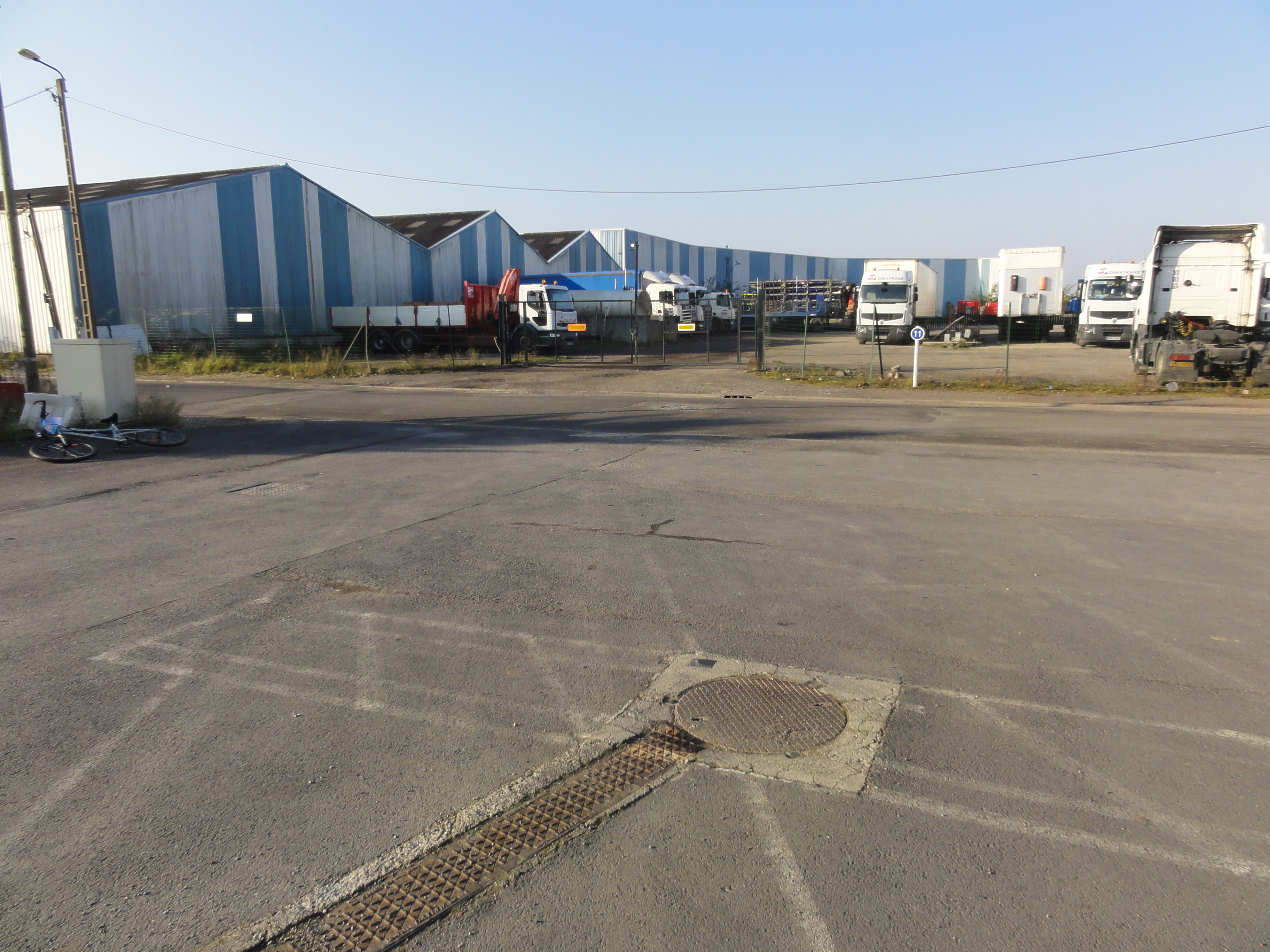
Le puits no 4 dans son environnement.
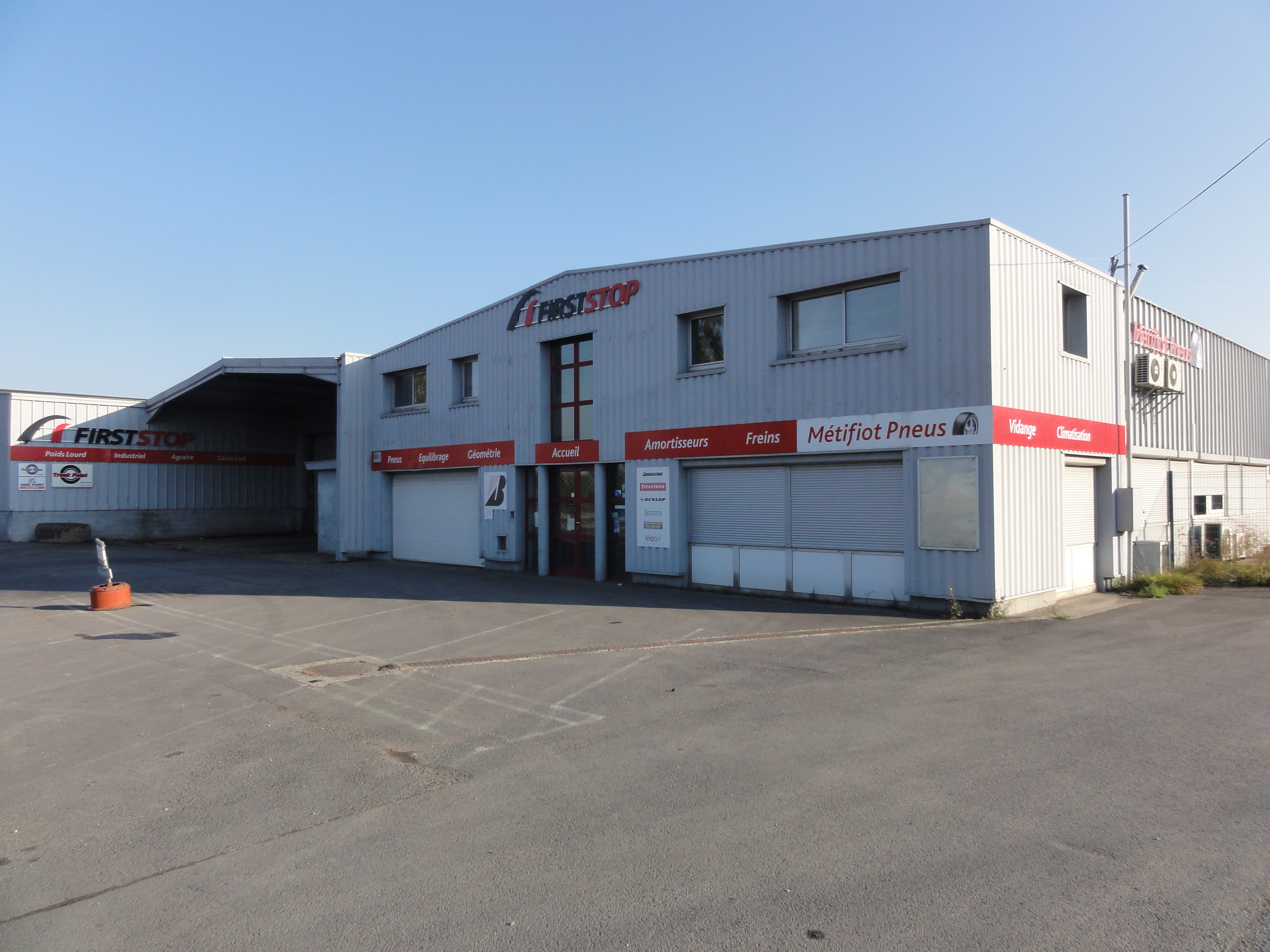
Le puits no 4 dans son environnement.

## Les terrils
Deux terrils résultent de l'exploitation de la fosse.

### Terrilno111, 14 de Carvin Sud

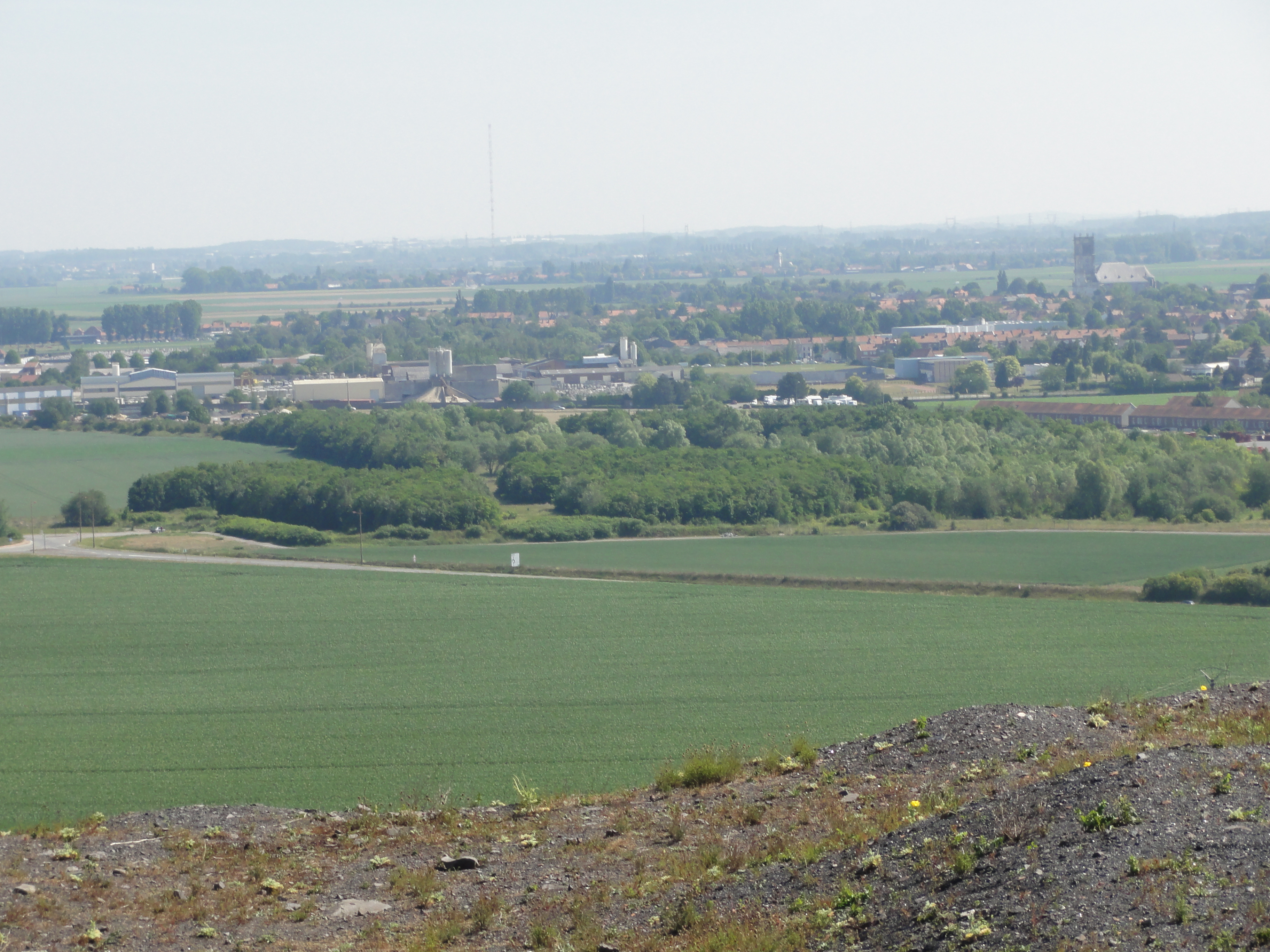
Le site du terril 14 de Carvin Sud.

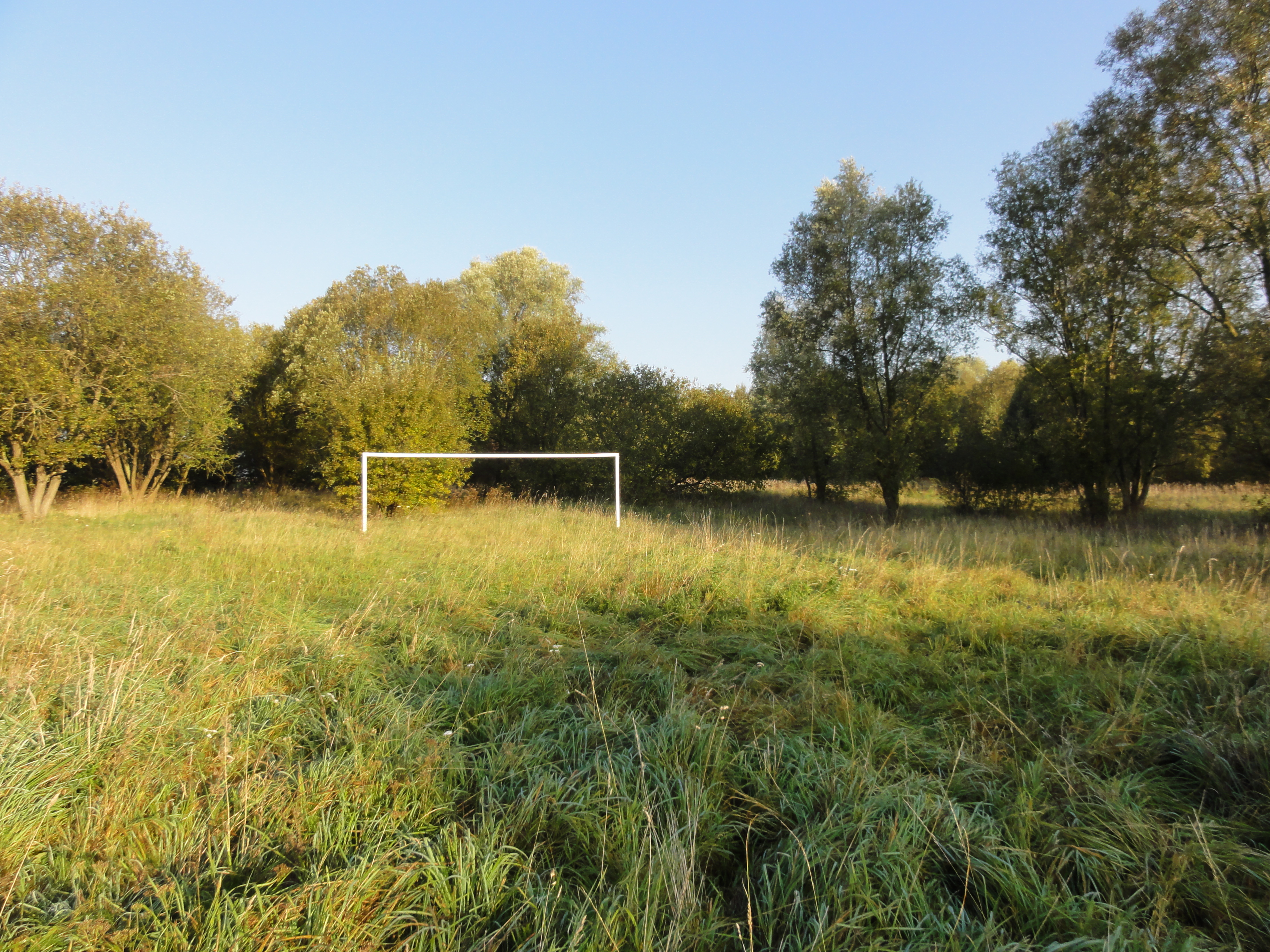
Le site du terril 14 de Carvin Nord.

50° 29′ 25″ N, 2° 56′ 01″ E
Le terril no 111, disparu, situé à Carvin, était le terril conique de la fosse no 4 des mines de Carvin. Il a été intégralement exploité. Sa hauteur était de 74 mètres.

### Terrilno111A, 14 de Carvin Nord
50° 29′ 29″ N, 2° 56′ 13″ E
Le terril no 111A, disparu, situé à Carvin, était le terril plat de la fosse no 4 des mines de Carvin. Il a été intégralement exploité.

## Les cités
Des cités ont été bâties à proximité de la fosse no 4.